# Irscha
Die Irscha (ukrainisch Ірша) ist ein linker Nebenfluss des Teteriw (Тетерів), der in den Dnepr mündet. Sie entspringt mitten in der Oblast Schytomyr in der Nähe der Ortschaft Pulyny und verläuft in östlicher Richtung durch die Stadt Malyn um sich kurz hinter der Grenze zur Oblast Kiew mit dem Teteriw zu vereinen. 
Die wichtigsten Nebenflüsse sind die Wisnja (Візня) und die Trostjanyzja (Тростяниця).